# 加拿大足球聯賽 (1987–1992)
加拿大足球聯賽（簡稱「加足聯」）是加拿大1987到1992年間的國內職業足球聯賽，由加拿大足球協會管理。